# عقد 1970 في المغرب

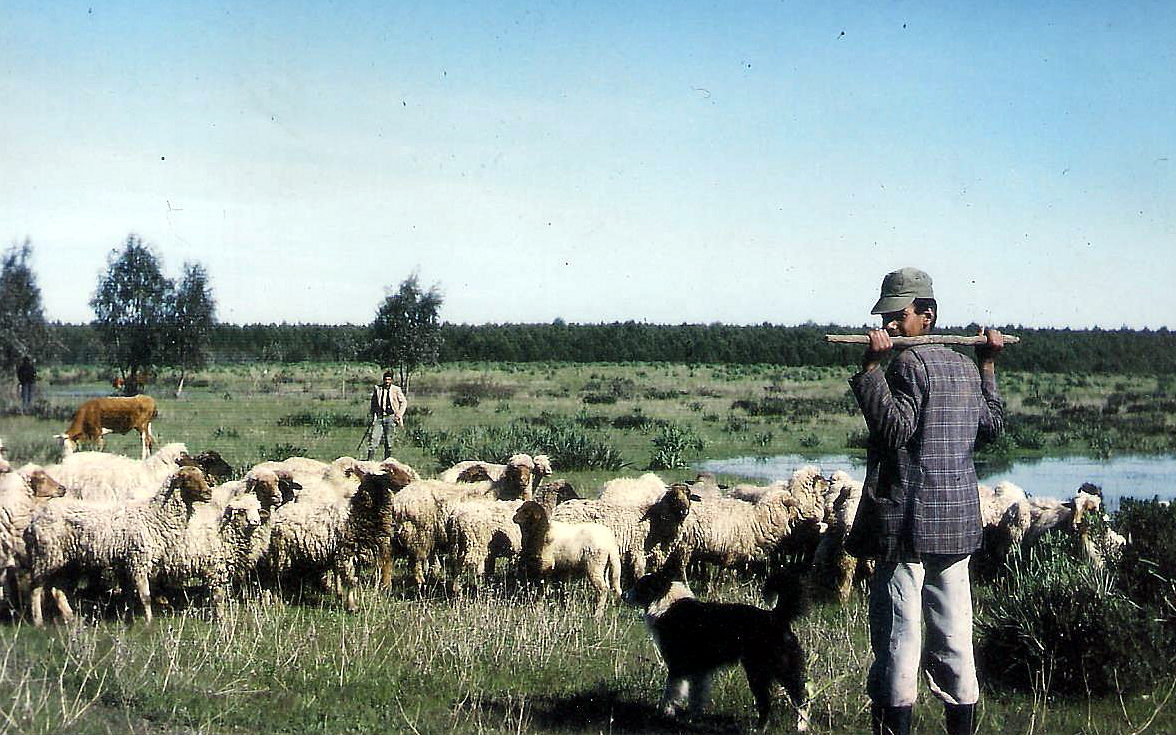
صورة في عقد السبعينيات من القرن العشرين في المغرب

عقد السبعينيات من القرن العشرين في المغرب
1970 في المغرب كان عقدا مميزا في المغرب لما شهده من أحداث؛ ولعل أبرزها محاولتي الانقلاب الفاشلتين على الحسن الثاني _ملك المغرب في تلك الفترة_ في عام 1971 ثم 1972، كما تميز هذا العقد بمشاركة المغرب وتقربه من عدة دول في الشرق الأوسط، بالإضافة إلى صراعه حول الصحراء الغربية ومحاولة ضمها إليه مما ساهم في تعزيز شعبية البلد خاصة على المستوى السياسي بالرغم من خطورة الاضطرابات الداخلية. وكان الحسن قد أرسل القوات المغربية إلى جبهة سيناء بعد اندلاع الحرب العربية-الإسرائيلية في تشرين الأول/أكتوبر 1973؛ وعلى الرغم من أنها وصلت في وقت متأخر جدا ولم تُشارك في الأعمال الهجومية بشكل ملحوظ إلا أن المغرب حصل على سمعة حسنة بين الدول العربية الأخرى بعد نهاية الحرب. بعد ذلك بوقت قصير، توجه اهتمام الحكومة إلى ضم الصحراء الإسبانية من إسبانيا.
تمكن المغرب بحلول عام 1969 من ضم منطقة إفني والتي كانت مطولة ومعزولة من قبل الإسبان، لكنه وفي المقابل لم يتمكن من ضم مناطق أخرى أكثر أهمية خاصة في الشمال (سبتة، مليلية وبلاثاس دي سوبيرانيا على سبيل المثال)، وعلى الرغم من أن هذه الأراضي كانت ولا زالت تابعة لمدريد إلا أن المغرب لا زال يعتبرها «أراض محتلة».
ضم الصحراء الغربية هو الموضوع الأهم بالنسبة للمغرب؛ والذي لا زال يطمح في الوصول إلى حل له، وبالرغم من قيامه _أي المغرب_ بالعديد من الأمور في هذا الإطار إلا أن إسبانيا أقرت رسميا بتاريخ آب/أغسطس 1974 من داخل أسوار الأمم المتحدة بقرار يدعو إلى إجراء استفتاء على مستقبل الوضع في الصحراء الغربية كما أكدت على أن طلب الاستفتاء يحب أن يتم تحت إشراف الأمم المتحدة. وكانت بعثة من الأمم المتحدة قد قامت بزيارة إلى المنطقة المتنازع عليها في تشرين الأول/أكتوبر 1975 وأكدت على أن الغالبية الساحقة من الشعب الصحراوي تؤيد الاستقلال، وبدلا من أن يقوم المغرب بإجراء الاستفتاء الذي كان مُخططا له، قام بنقل القضية إلى محكمة العدل الدولية في لاهاي التي أيدت حكم المغرب لتلك المناطق على بسبب العلاقات التاريخية و«علاقات الولاء» بين كل من المغرب وبعض القبائل من الصحراء الغربية، ومع ذلك فقد أصرت السلطات في إسبانيا على إجراء الاستفتاء إلا أن ذلك لم يحصل مما دفع بها إلى عقد اتفاق مدريد لحل مشاكل الإقليم في المستقبل، كما دعت حكومة مدريد إلى إجراء محادثات مع حركة الاستقلال المعروفة باسم جبهة البوليساريو المدعومة من عدد من القبائل الجنوبية.
في أوائل عام 1976، تنازلت إسبانيا عن الصحراء الغربية لفائدة المغرب وموريتانيا، حيث تولى المغرب السيطرة على ثلثى أراضي الشمال في حين سلم الجزء المتبقي في الجنوب إلى موريتانيا، مما دفع بالعديد من الجمعيات الصحراوية وباقي زعماء القبائل إلى إعلان الولاء للمغرب، ومع ذلك فقد ظهر قادة من البوليساريو ووضعوا دستورا خاصا بهم ثم أعلنوا عن تشكيل الجمهورية العربية الصحراوية الديمقراطية.
أرسل المغرب في نهاية المطاف جزءا كبيرا من القوات المسحلة إلى الصحراء الغربية لمواجهة قوات البوليساريو التي كانت صغيرة نسبيا إلا أنها مجهزة بشكل جيد، كما كانت لها ميزة تنفيذ الضربات السريعة ضد أهداف حساسة في عمق المغرب وموريتانيا فضلا عن العمليات في الصحراء الغربية. في آب/أغسطس عام 1979، وبعد الخسائر العسكرية الكثيرة التي تعرضت لها موريتانيا؛ أعلنت هذه الأخيرة عن تخليها عن مطالبتها في الصحراء الغربية وووقعت معاهدة سلام مع جبهة البوليساريو، كما منحتها الصحراء الغربية. وقد أدى هذا القرار إلى غضب وقلق كبيرين في المغرب ليتحرك في نفس الشهر معلنا عن ضم الأراضي التي كانت يُسيطر عليها الموريتانيين.